# Gare de Zaventem
À ne pas confondre avec la gare de Bruxelles-Aéroport-Zaventem.
La gare de Zaventem (en néerlandais : station Zaventem) est une gare ferroviaire belge de la ligne 36, de Bruxelles-Nord à Liège-Guillemins, située à proximité du centre de la ville de Zaventem dans la province du Brabant flamand en Région flamande.
Elle est mise en service en 1866 par les Chemins de fer de l'État belge. Le bâtiment d'origine est détruit dans les années 2000 et un nouvel édifice en verre est ouvert en 2010. Les guichets sont fermés en 2013.
C'est une halte voyageurs de la Société nationale des chemins de fer belges (SNCB), desservie par des trains InterCity (IC) et Suburbains (S).

## Situation ferroviaire
Établie à 43 mètres d'altitude, la gare de Zaventem est située au point kilométrique (PK) 9,335 de la ligne 36, de Bruxelles-Nord à Liège-Guillemins, entre les gares de Diegem et de Nossegem.

## Histoire

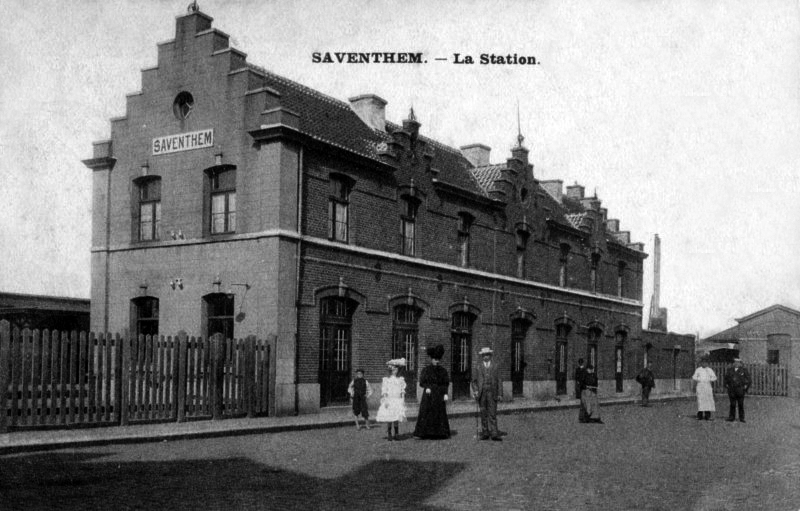
La gare vers 1900.

La construction d'un chemin de fer direct de Bruxelles à Louvain, réclamée de longue date afin de mettre fin au détour par Malines, fait l'objet de la loi du 14 avril 1862 et sa construction est est adjugée en décembre 1864.
Au milieu de l'année 1865, alors que les travaux ne sont pas encore achevés, le bâtiment des recettes et la maisonnette de garde-barrière sont déjà terminés et on entame la construction du pavillon des latrines.
La station de « Saventhem », de 4e classe, est mise en service le 17 décembre 1866 par les Chemins de fer de l’État belge, lorsqu'ils ouvrent l'exploitation du service des marchandises sur la section à deux voies de Bruxelles-Nord à Louvain. Le service des voyageurs n'est ouvert que le 13 janvier 1867.
Elle dispose d'un abri à voyageurs et d'une halle à marchandises lesquels ont été adjugés en même temps que ceux des trois autres stations de la ligne le 7 février 1866 à l'hôtel du gouvernement provincial, rue du Chêne. Le bâtiment des recettes a été adjugé séparément ; comme les gares de Diegem, Zaventem et Veltem, mises en service simultanément, ce bâtiment correspond au plan standard à pignons à gradins avec sept travées.
La graphie du nom est modifiée officiellement vers 1938, « Saventhem » devient « Zaventem ».
L'ancien bâtiment remanié au milieu du XXe siècle est détruit, sans doute au début des travaux du passage à quatre voie de la ligne.
Après le réaménagement de l'infrastructure de la gare du fait du passage de la ligne à quatre voies, la construction d'un nouveau bâtiment voyageurs et les aménagements des entrées et des quais avec notamment l'installation d'auvents et d'abris, dus à Eurostation (cabinet d'architecture d'Infrabel), sont effectués entre 2008 et 2010.
Les guichets situés dans le nouveau bâtiment tout en verre sont fermés le 5 juillet 2013.

## Service des voyageurs

### Accueil
Halte SNCB, c'est un point d'arrêt non géré (PANG) à accès libre, équipée d'un automate pour l'achat de titres de transport et de panneaux d'information à l'entrée du quai 1 et dans le souterrain du côté Quitmannplein. Les quais surélevés sont équipés d'abris.
Un passage souterrain permet la traversée des voies et le passage d'un quai à l'autre.

### Desserte
Zaventem est desservie par des trains InterCity (IC) de la relation Tournai (ou Bruxelles-Midi) - Bruxelles-Aéroport-Zaventem, et des trains Suburbains (S) de la relation S2 Braine-le-Comte (ou Bruxelles-Midi) - Louvain,.
En semaine, les week-ends et jours fériés, la gare est desservie dans chaque sens par deux trains S2 et un train IC par heure.
Des trains de la ligne S9 du RER bruxellois (Nivelles - Louvain - Landen) via Evere, Schuman et Etterbeek) se rajoutent, une fois par heure, uniquement en semaine.

### Intermodalité
Un parc pour les vélos (gratuit) et un parking pour les véhicules (gratuit) y sont aménagés.

## Comptage voyageurs
Ce graphique et tableau montre le nombre de voyageurs embarquant en moyenne durant la semaine, le samedi et le dimanche.
| Nombre de passagers qui embarquent à la gare de Zaventem | Nombre de passagers qui embarquent à la gare de Zaventem | Nombre de passagers qui embarquent à la gare de Zaventem | Nombre de passagers qui embarquent à la gare de Zaventem |
|                                                          | Semaine                                                  | Samedi                                                   | Dimanche                                                 |
| -------------------------------------------------------- | -------------------------------------------------------- | -------------------------------------------------------- | -------------------------------------------------------- |
| 1977                                                     | 1 868                                                    | 493                                                      | 404                                                      |
| 1978                                                     | 2 160                                                    | 494                                                      | 370                                                      |
| 1979                                                     | 1 914                                                    | 558                                                      | 367                                                      |
| 1980                                                     | 1 506                                                    | 310                                                      | 193                                                      |
| 1981                                                     | 1 509                                                    | 305                                                      | 220                                                      |
| 1982                                                     | 1 453                                                    | 287                                                      | 176                                                      |
| 1983                                                     | 1 450                                                    | 233                                                      | 139                                                      |
| 1984                                                     | 996                                                      | 217                                                      | 153                                                      |
| 1985                                                     | 1 035                                                    | 223                                                      | 219                                                      |
| 1986                                                     | 789                                                      | 203                                                      | 171                                                      |
| 1987                                                     | 964                                                      | 220                                                      | 201                                                      |
| 1988                                                     | 798                                                      | 195                                                      | 156                                                      |
| 1989                                                     | 811                                                      | 228                                                      | 172                                                      |
| 1990                                                     | 803                                                      | 211                                                      | 116                                                      |
| 1991                                                     | 903                                                      | 260                                                      | 166                                                      |
| 1992                                                     | 1 071                                                    | 293                                                      | 180                                                      |
| 1993                                                     | 977                                                      | 259                                                      | 179                                                      |
| 1994                                                     | 1 015                                                    | 285                                                      | 227                                                      |
| 1995                                                     | 815                                                      | 205                                                      | 193                                                      |
| 1996                                                     | 907                                                      | 220                                                      | 175                                                      |
| 1997                                                     | 959                                                      | 293                                                      | 150                                                      |
| 1998                                                     | 957                                                      | 256                                                      | 179                                                      |
| 1999                                                     | 1 037                                                    | 317                                                      | 160                                                      |
| 2000                                                     | 1 037                                                    | 362                                                      | 193                                                      |
| 2001                                                     | 1 043                                                    | 280                                                      | 174                                                      |
| 2002                                                     | 883                                                      | 254                                                      | 189                                                      |
| 2003                                                     | 918                                                      | 253                                                      | 156                                                      |
| 2004                                                     | 972                                                      | 288                                                      | 162                                                      |
| 2005                                                     | 1 022                                                    | 276                                                      | 234                                                      |
| 2006                                                     | 917                                                      | 282                                                      | 207                                                      |
| 2007                                                     | 1 024                                                    | 414                                                      | 242                                                      |
| 2008                                                     | -                                                        | -                                                        | -                                                        |
| 2009                                                     | 1 062                                                    | 409                                                      | 338                                                      |
| 2010                                                     | -                                                        | -                                                        | -                                                        |
| 2011                                                     | -                                                        | -                                                        | -                                                        |
| 2012                                                     | 1 308                                                    | 350                                                      | 322                                                      |
| 2013                                                     | 1 290                                                    | 390                                                      | 277                                                      |
| 2014                                                     | 1 321                                                    | 382                                                      | 276                                                      |
| 2015                                                     | 1 231                                                    | 342                                                      | 289                                                      |
| 2016                                                     | 1 241                                                    | 413                                                      | 293                                                      |
| 2017                                                     | 1 567                                                    | 352                                                      | 295                                                      |
| 2018                                                     | 1 617                                                    | 401                                                      | 379                                                      |
| 2019                                                     | 1 538                                                    | 423                                                      | 395                                                      |
| 2020                                                     | 984                                                      | 399                                                      | 295                                                      |
| 2021                                                     | -                                                        | -                                                        | -                                                        |
| 2022                                                     | 1 531                                                    | 733                                                      | 458                                                      |
| 2023                                                     | 1 677                                                    | 907                                                      | 585                                                      |
| 2024                                                     | 1 893                                                    | 788                                                      | 530                                                      |

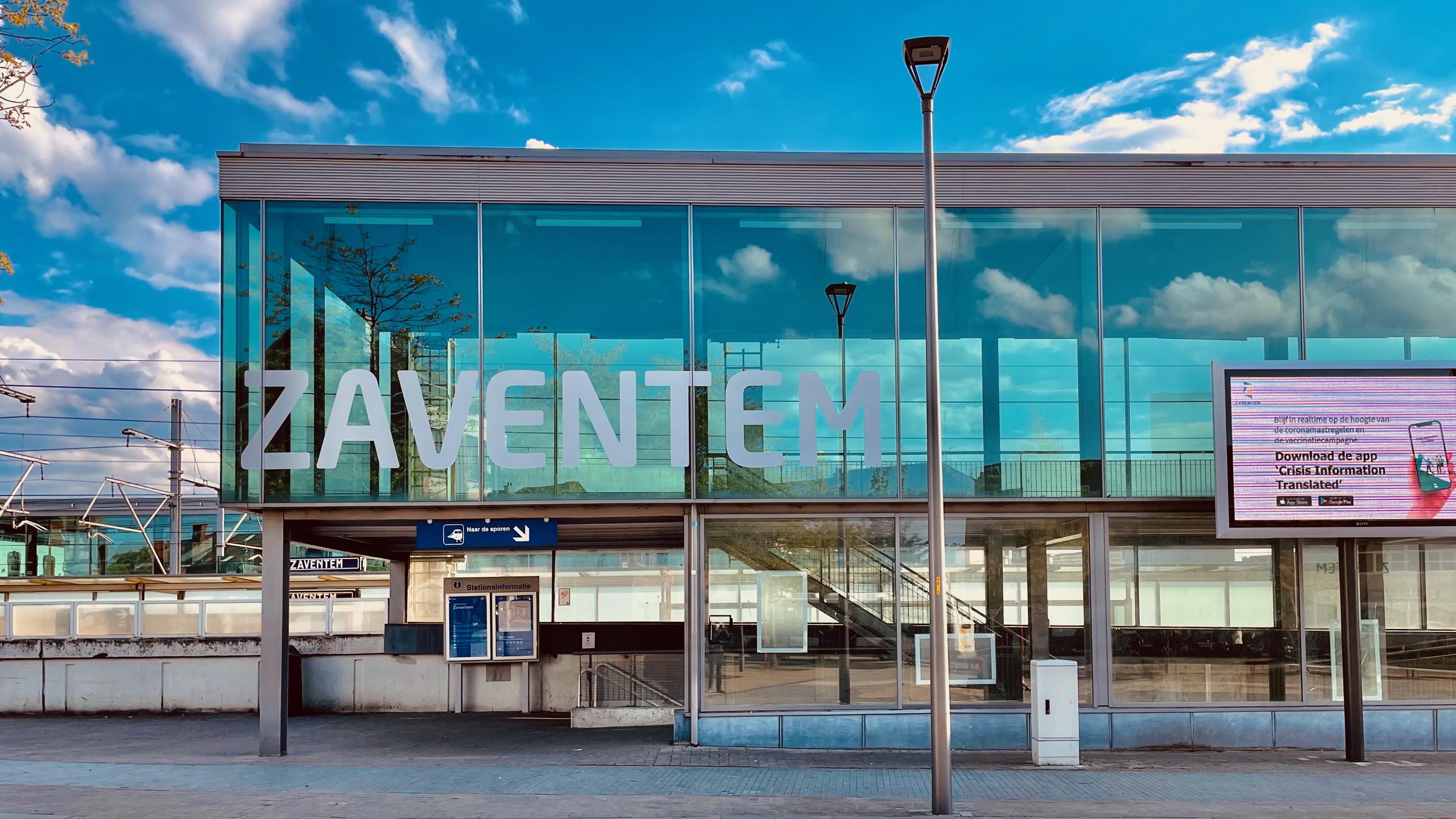
Nouveau bâtiment d'accueil.
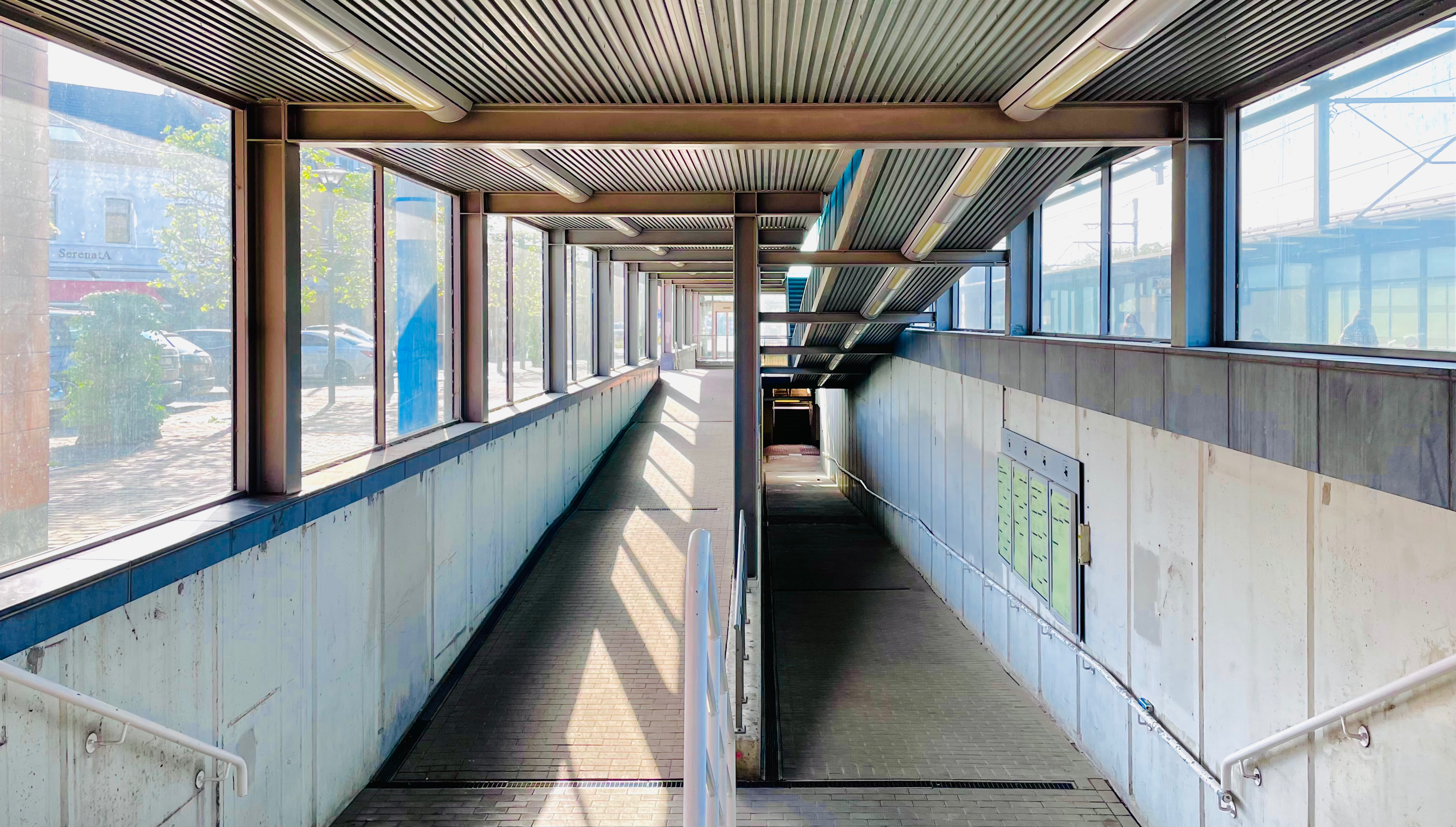
Accès vélos au souterrain.
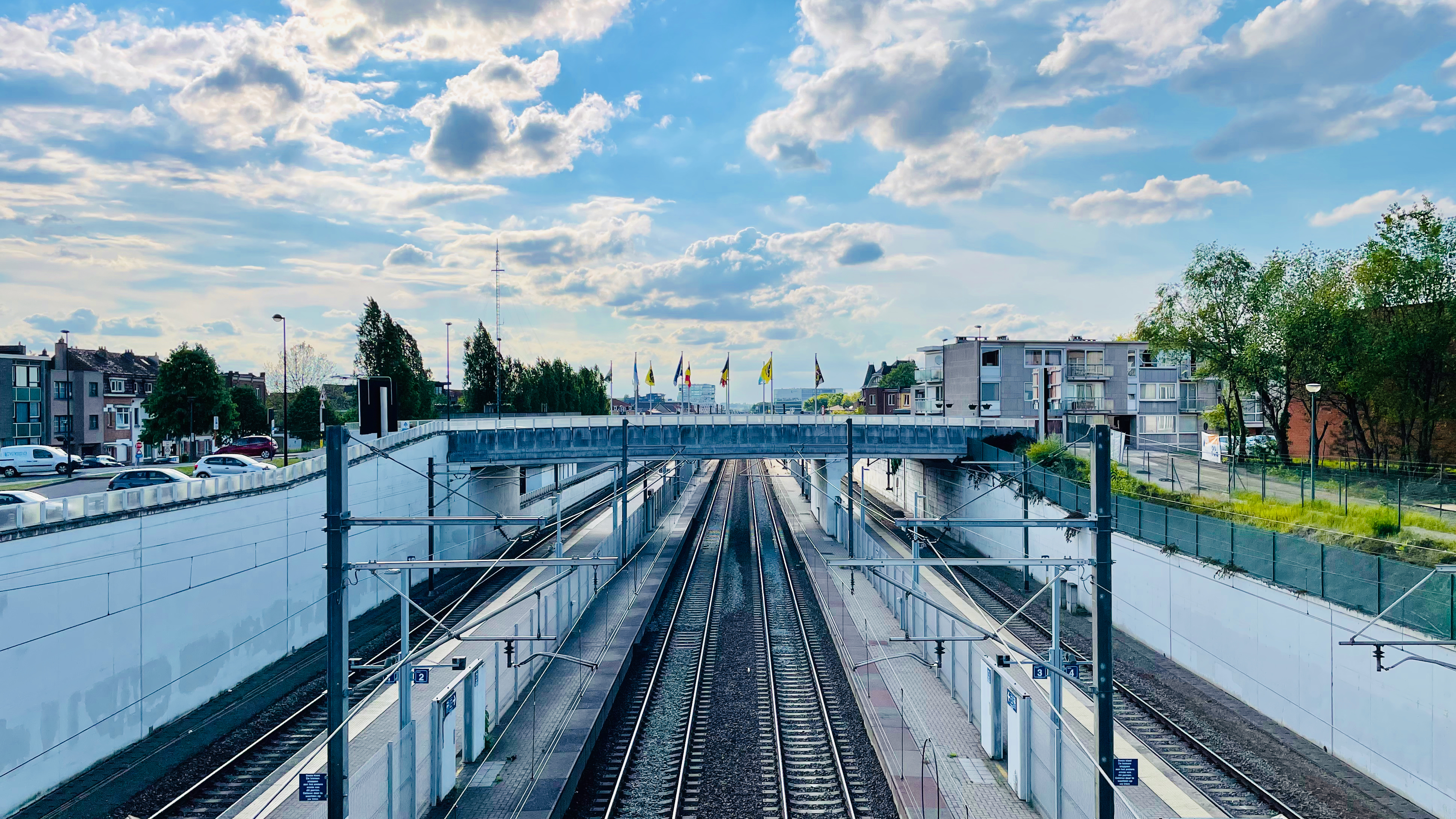
Vue des quais et des voies.
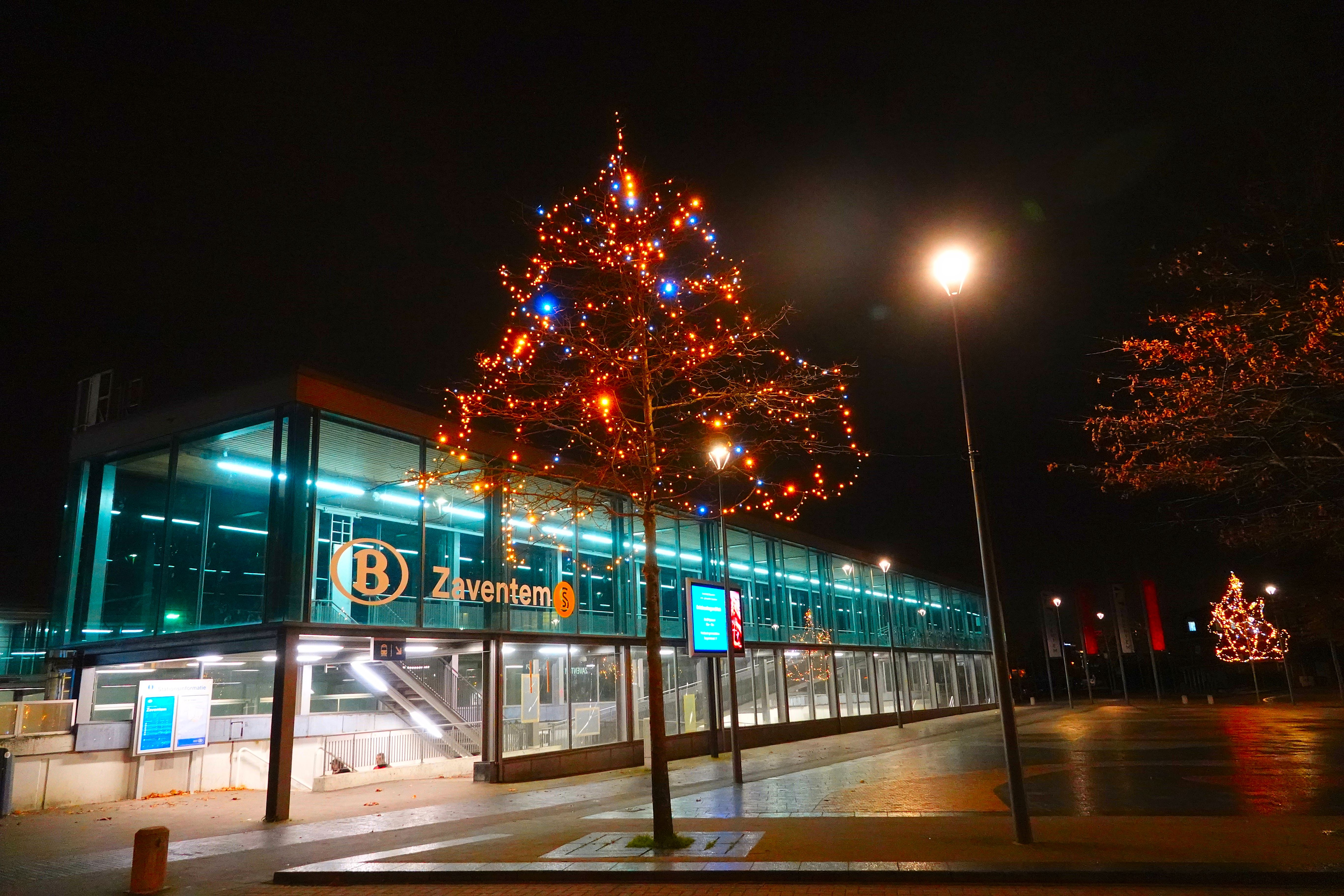
Hiver 2022.